# Анновка (Белебеевский район)

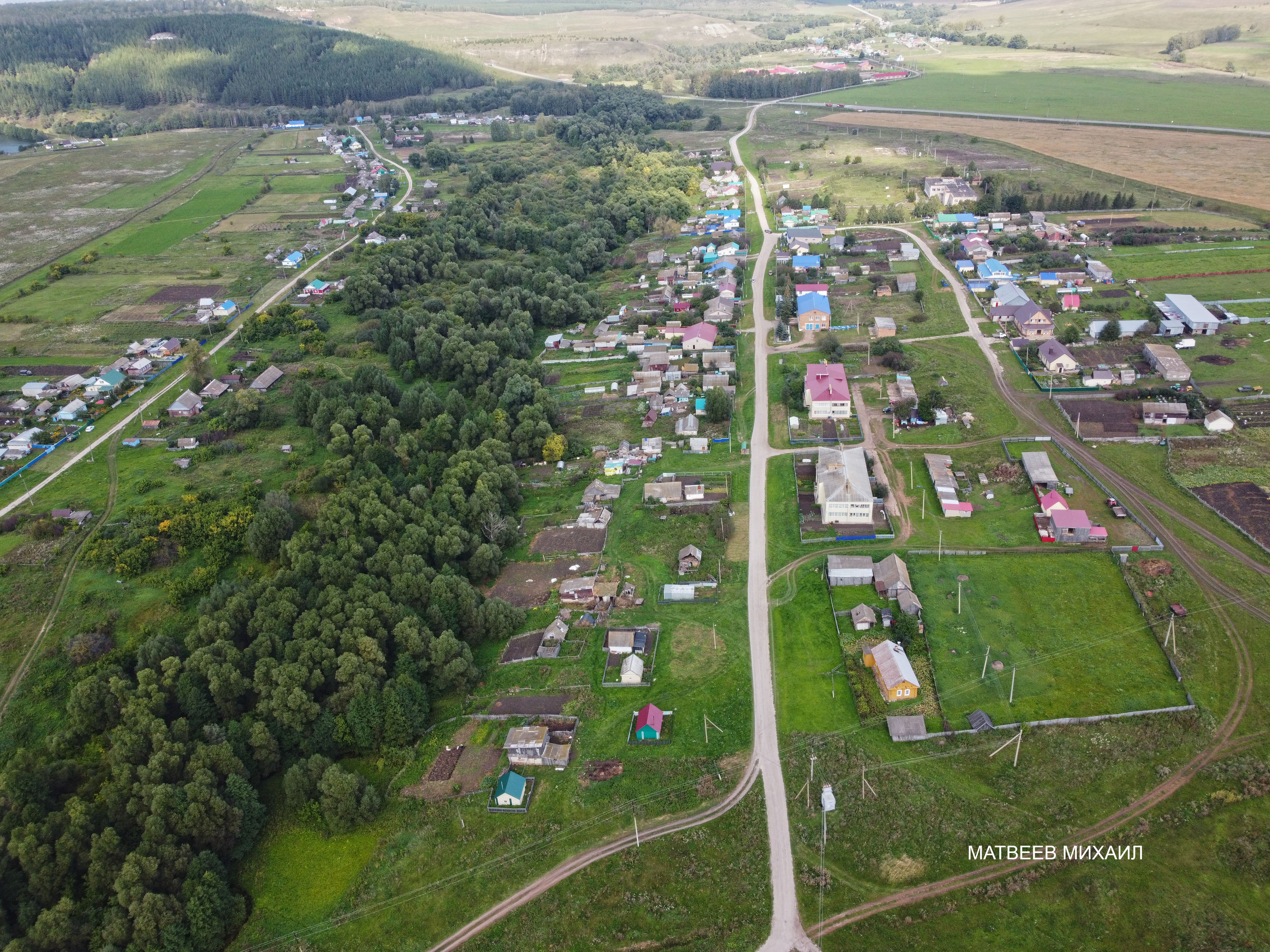
Анновка. Фото снято Матвеевым Михаилом

Анновка (баш. Анновка) — село в Белебеевском районе Башкортостана. Административный центр Анновского сельсовета.

## Географическое положение
Расстояние до:
- районного центра (Белебей): 14 км,
- ближайшей ж/д станции (Аксаково): 24 км.

## История
Анновка в 1840-е — имение обрусевшего грека Д. Бенардаки.

## Население
| 2002 | 2009 | 2010 |
| ---- | ---- | ---- |
| 333  | ↗337 | ↘325 |

Национальный состав
Согласно переписи 2002 года, преобладающие национальности — русские (49 %), татары (30 %).

## Инфраструктура
Личное подсобное хозяйство с зоной сельскохозяйственного использования, индивидуальная застройка усадебного типа.

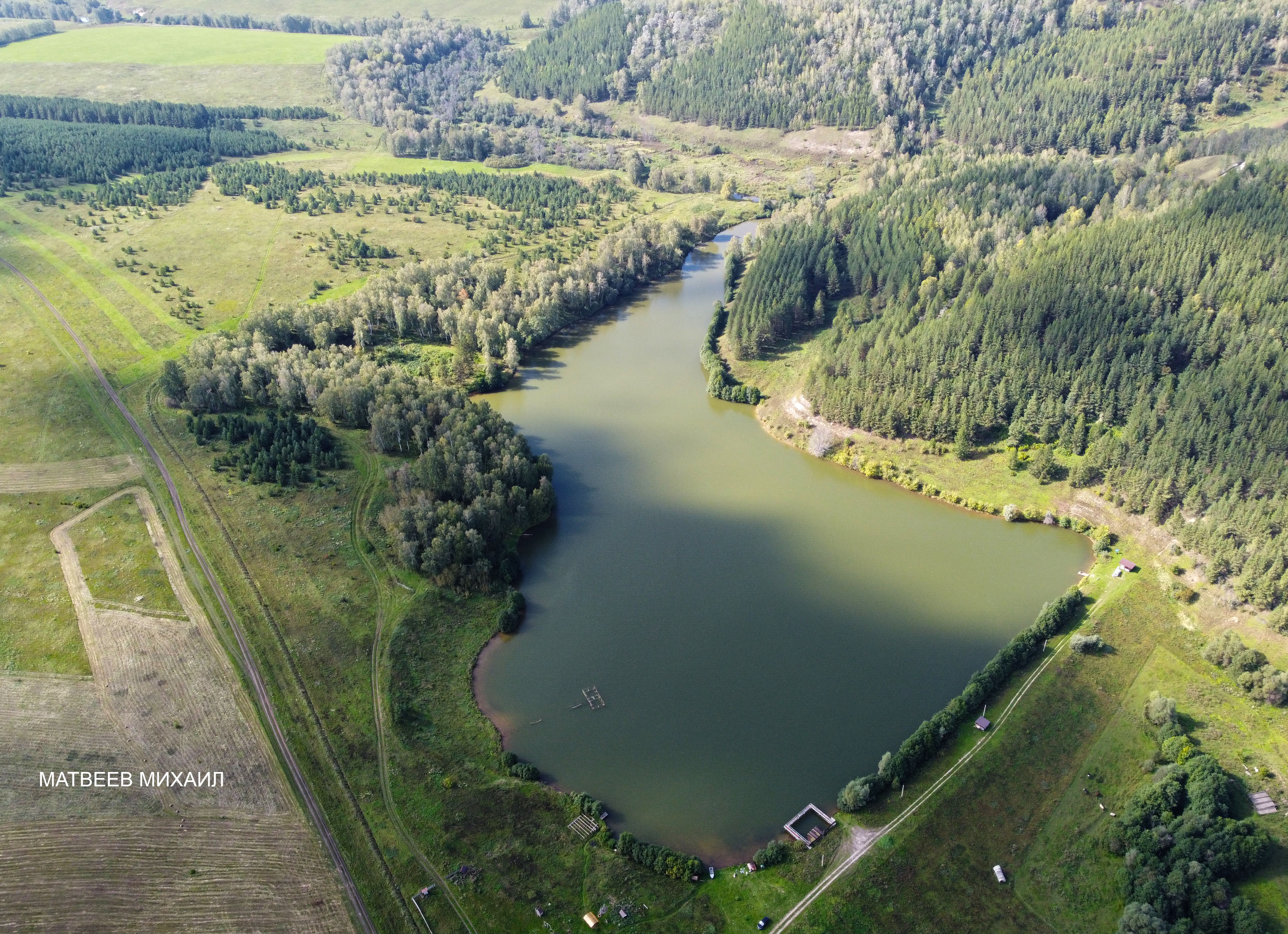
Пруд в селе Анновка

Есть платный пруд.

## Транспорт

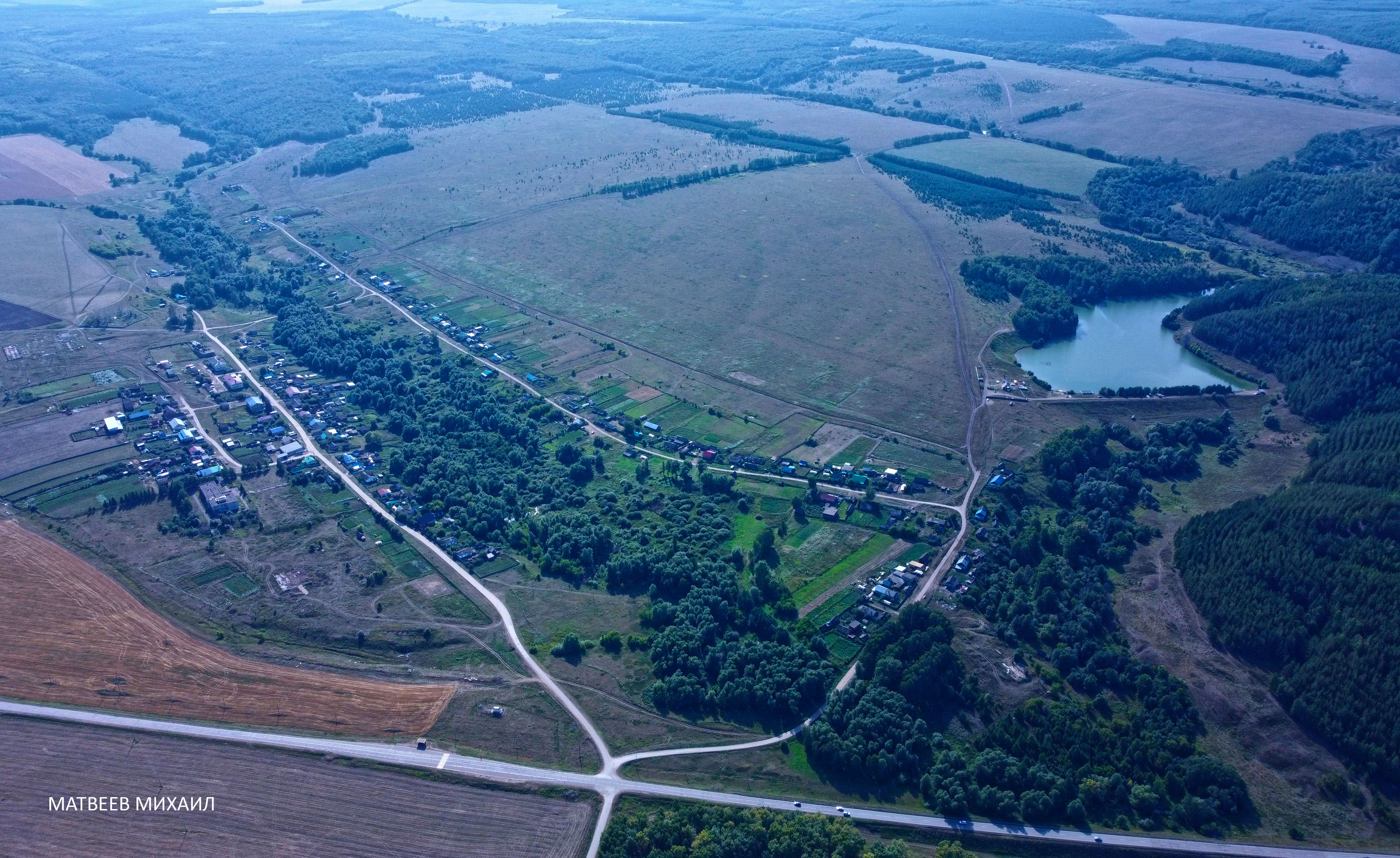
Вся Анновка

Анновка доступна автотранспортом. Остановка общественного транспорта «Анновка» на автодороге регионального значения «Белебей — Николаевка — Туймазы — Бакалы» (идентификационный номер 80 ОП РЗ 80К-002).

## Религия
Идёт восстановление православной Георгиевской церкви.